# Gustav Georg Lange
Gustav Georg Lange (Darmstadt, 6 januari 1812) was een Duitse kunst- en boekhandelaar en uitgever. Met zijn bedrijf Verlag Gustav Georg Lange specialiseerde hij zich in topografische publicaties van hoge kwaliteit en de vervaardiging van koper- en staalgravures.

## Biografie
Lange was een zoon van een hoge militaire officier Christian Friedrich Lange (1759-1840) en Karoline Friederike Stockmar (1776-1838). Hij had drie broers: Georg (1804-1843) , Julius (1817-1878, landschapsschilder) en Ludwig (1808-1868, architect en tekenaar).
Na zijn middelbare school in Darmstadt volgde hij een opleiding tot boekhandelaar in Frankfurt am Main. Na zijn opleiding werd hij boekverkoper en startte op 20-jarige leeftijd in 1831 een kunst- en boekwinkel in Darmstadt.
Gustav trouwde 20 oktober 1835 met Sophie Eleonore Illig (1813 -1871), het echtpaar kreeg drie kinderen, Elise Christine (1838), Gustav George Jules (1847) en Anna Lisette Emilie Elise (1848).
Zijn zoon Jules had grote belangstelling voor de opkomende fotografie, rond 1870 vestigde hij zich als fotograaf in Bad Schwalbach, een bekend kuuroord voor de groten der aarde in die tijd.
Hij werkte voornamelijk met de albuminedruk een proces in 1847 uitgevonden door de Fransman Louis Désiré Blanquart-Evrard, op de achterzijde van zijn portretten staat meestal G.G. Lange, hofphotograph, Darmstadt / Bad- Schwalbach.
Na 1870 mocht hij zich hoffotograaf van het Italiaanse koningshuis (Hoheit der prinzessin von Piëmont, kroonprinses van Italië) noemen, uit die tijd zijn veel portretten bewaard gebleven.

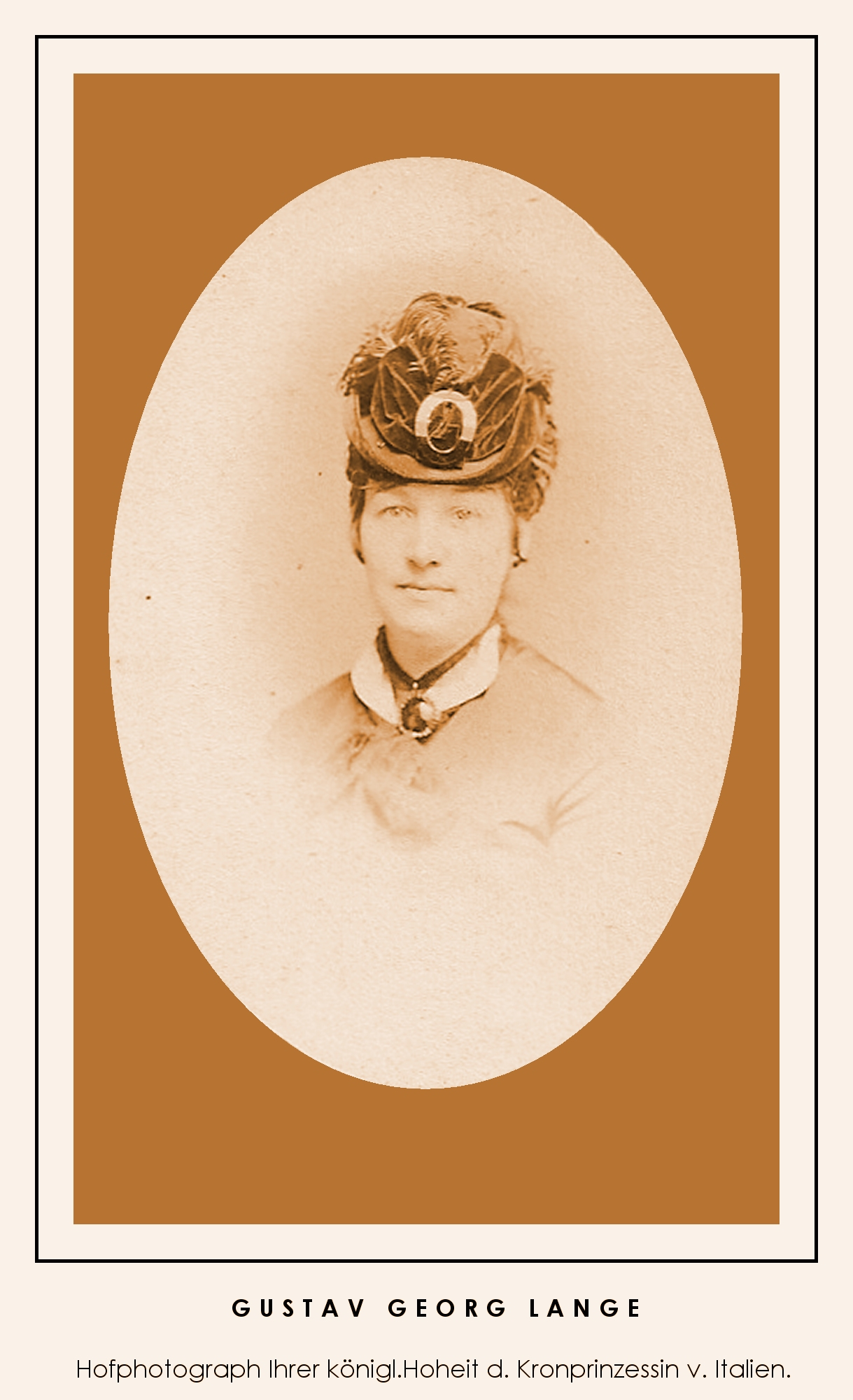
portret gemaakt door G.G. Lange Schwalbach

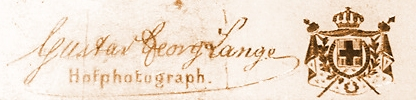
Handtekening Gustav Georg Lange (de jongere)

## Historie
- 1831, kunst en boekwinkel in Darmstadt gespecialiseerd in geïllustreerde topografieën.
- 1832, uitgave van Originalansichten der vornehmsten Städte Deutschlands, een werk tot stand gekomen in samenwerking met zijn broers Julius en Ludwig (Louis), de graveur was Ernst Rauch. Julius had deze uitgave in de voorgaande 15 jaar voorbereid.
- 1835, de koper- en staaldrukkerij aan de Rheinstrasze 47 in Darmstadt werd geopend.
- 1837, Geschichte der freien Stadt Frankfurt am Main : von ihrem Anfang bis auf die neuesten Zeiten Georg Lange.
- 1842, het bedrijf breidde zich verder uit met een drukkerij.
- 1850, de boekwinkel en antiquariaat werd overgenomen door K. Theod. Völckers (Verlag & Antiquariat, Frankfurt am Main), in de drukkerij werkten 20 personeelsleden.
- 1853, G.B. van Goor uit Gouda was uitgever van het boek Het koninkrijk der Nederlanden voorgesteld in eene reeks van naar de natuur geteekende schilderachtige gezichten en beschreven door J.L. Terwen. de staalgravures (153) waren geproduceerd door G.G. Lange.
- 1857, de kunsthandel werd overgenomen door Karl Köhler jr.
- 1863, 13 mei, overname van Verlag von G. G. Lange door Adolf Lange (rol: plaatsvervangend bedrijfsleider, hij wordt als uitgever genoemd in 1877).[3]
- ~1868, zoon Gustav Georg Jules specialiseerde zich in fotografie en was benoemd tot fotograaf van het koninklijk Italiaans hof.
- 1876, overname van Verlag von G. G. Lange door Friedrich Lange in Darmstadt die verder geen persoonlijk bemoeienis met het bedrijf had.
- 1892, het antiquariaat en de boekhandel waren het eigendom van Gebhard (Putlitz).

### Uitgaven
Een greep uit de vele uitgaven.
- 1832, Originalansichten der vornehmsten Städte Deutschlands.
- 1844, Mallets Bericht über die atmosphärische Eisenbahn von Dublin nach Dalkey in Irland, Mallet.
- 1848, Heidelberg und seine Umgebungen. Ein Führer fur Fremde und Einheimische und Gabe freundlicher Erinnerung an aIle seine Musensöhne.
- 1849, Original-Ansichten der Historisch Merkwurdigsten Stadte in Deutschland, Ludwig & Julius Lange
- 1851, Supp', Gemüs' und Fleisch. Ein Kochbuch für jede Haushaltung, oder leicht verständliche Anweisung für Hausfrauen und Mädchen, wie man alle Arten von Speisen wohlfeil und gut zubereiten kann, Emma Dähnhardt.
- 1851, Louise, gedicht in drei gesangen, Adolf Dörr.
- 1854, Berlin und seine nächsten Umgebungen in malerischen Originalansichten, Ludwig Rettstab.
- 1854, Das Großherzogtum Baden in malerischen Original-Ansichten, Johannes Poppel, Eugen Huhn.
- 1855, Der Rhein und die Rheinlande von den Quellen des Rheins bis Mainz, Ludwig Lange, J. W. Appell.
- 1857 - 1864, Ungarn und Siebenbürgen in malerischen Original-Ansichten, Ludwig Rohbock, Johann Hunfalvy.
- 1858, Bad Ems und seine Umgebungen, Henninger Aloys.
- 1859, Landschaftsbilder und Skizzen aus dem Volksleben, Carl Christian Sartorius.
- 1864, Albrecht der Bär. Eine quellenmäßige Darstellung seines Lebens, O. von Heinemann.
- 1870, Lieder fur das deutsche Volk in Waffen
- 1873, Der Deutsche Volkskrieg gegen die Fransozen im Jahre 1870, F. Hilarius,
- 1868, Die Baukunst in ihrer chronologischen und constructiven Entwicklung, Georg Lasius.
- Maltenschen Rheinführe), atlassen, kaarten, tableaux en allerlei religieuze en genreafbeeldingen.

## Afbeeldingen

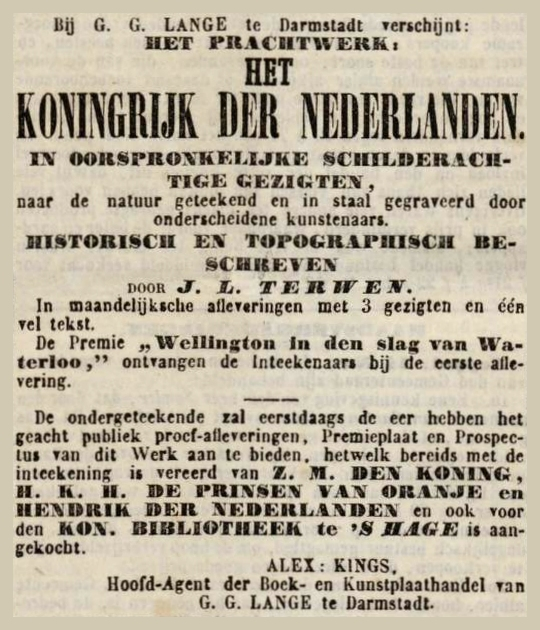
Provinciale Drentsche en Asser courant 17-11-1855
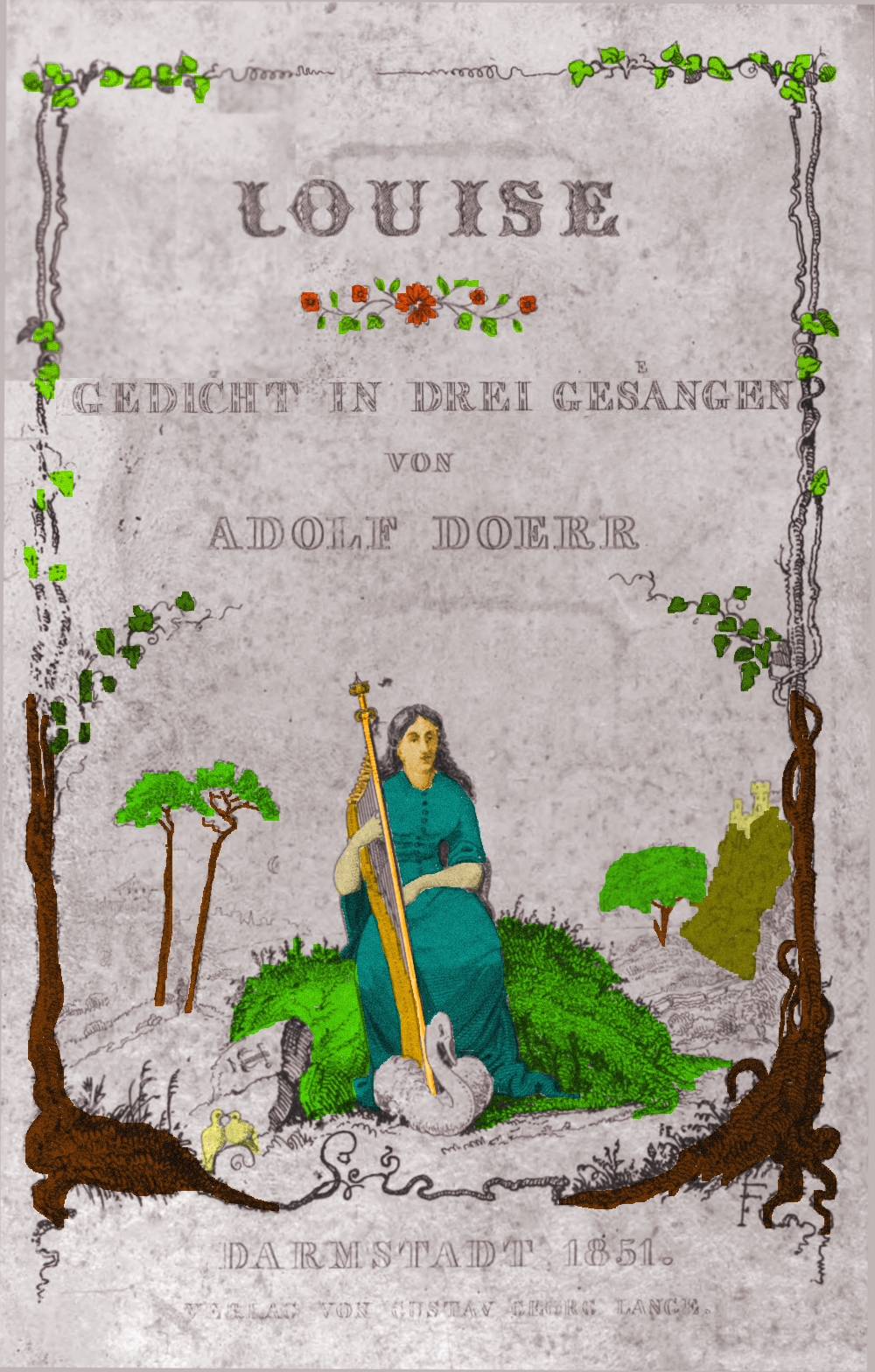
Louise, gedicht in drei gesangen, Adolf Dörr.
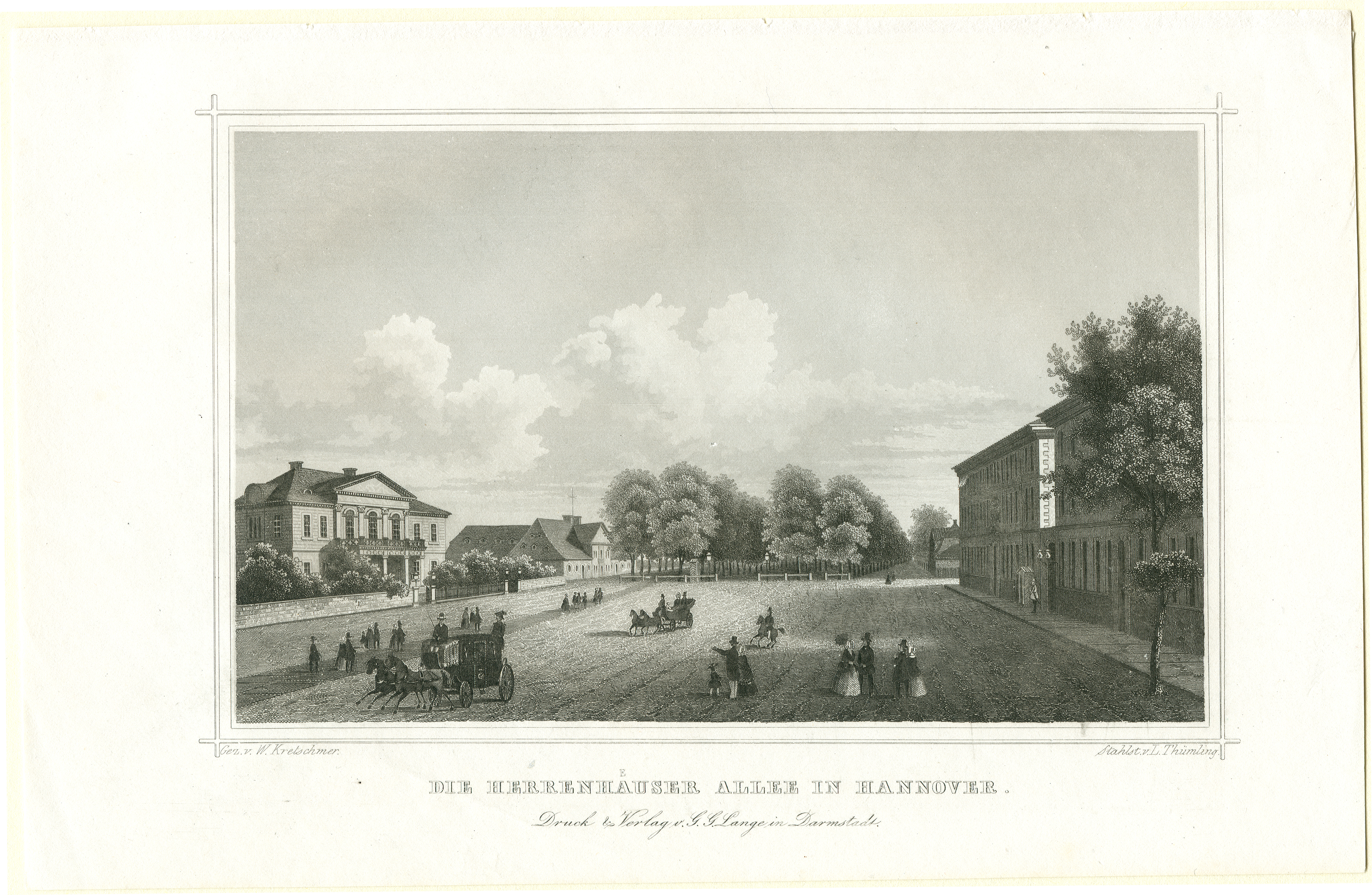
Herrenhaeuser Allee Koenigsworther Platz
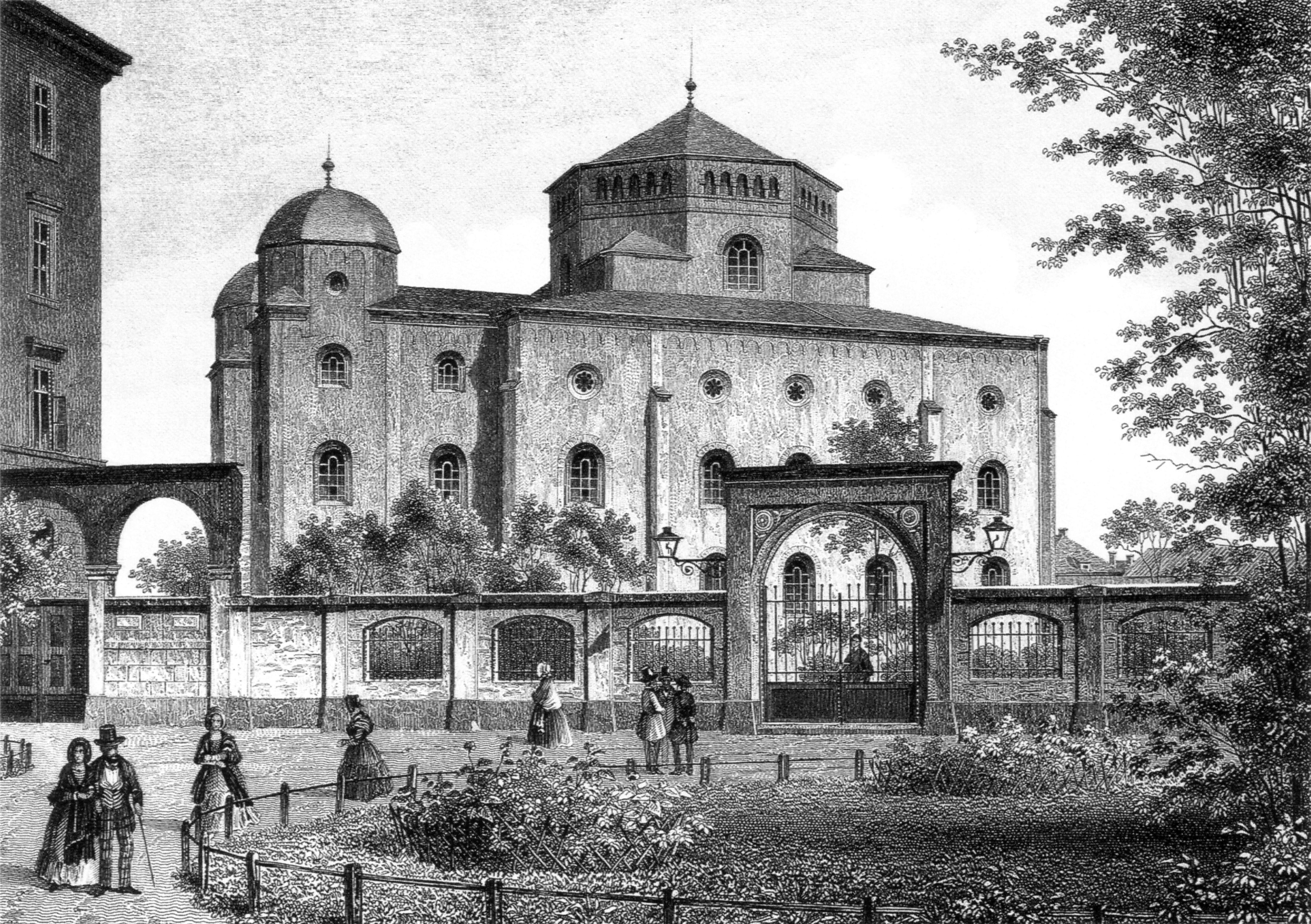
Alte Synagoge in Dresden (1850-70)
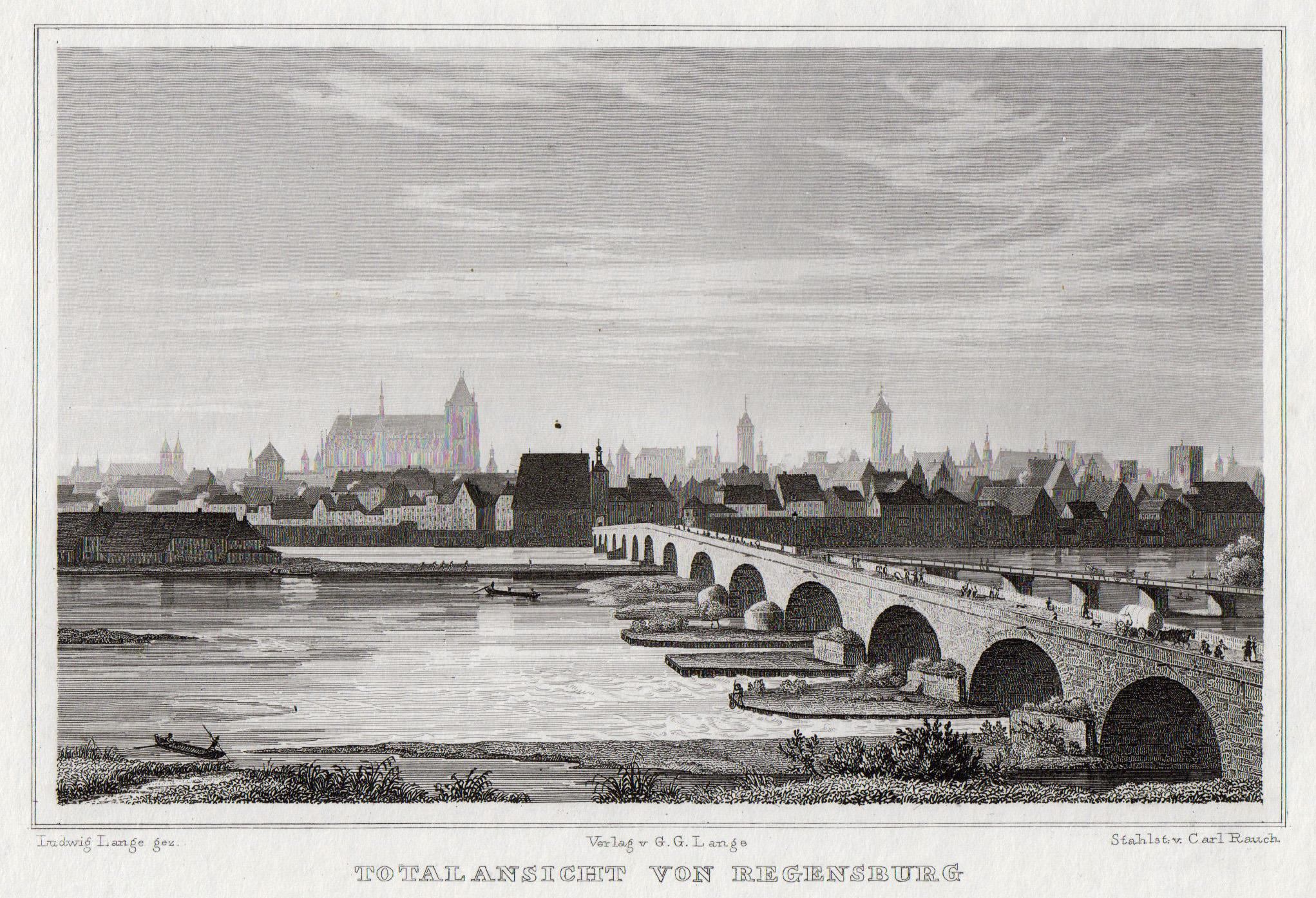
Regensburg - Ansicht von Norden 1837
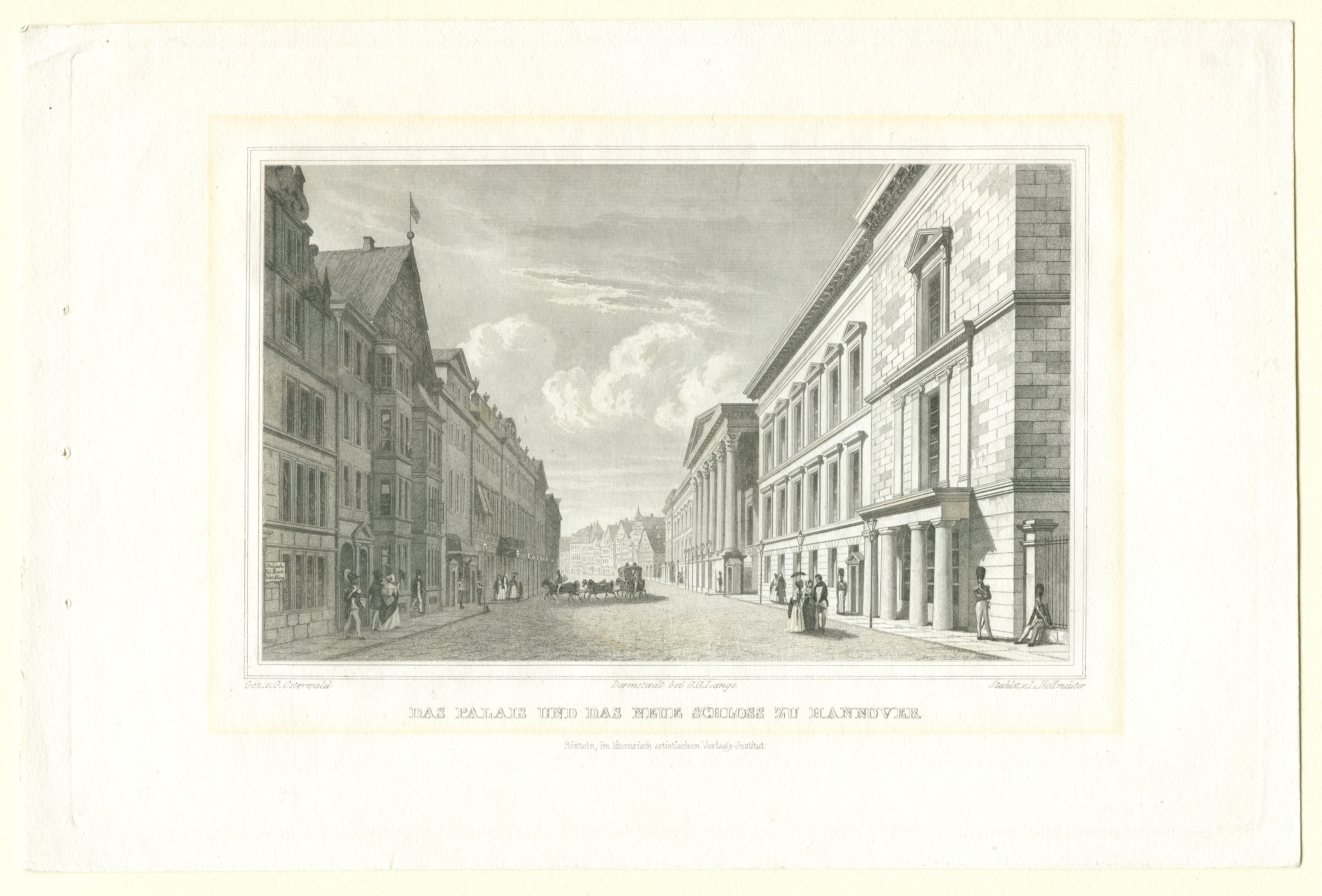
Das Palais und das neue Schloss zu Hannover 1858
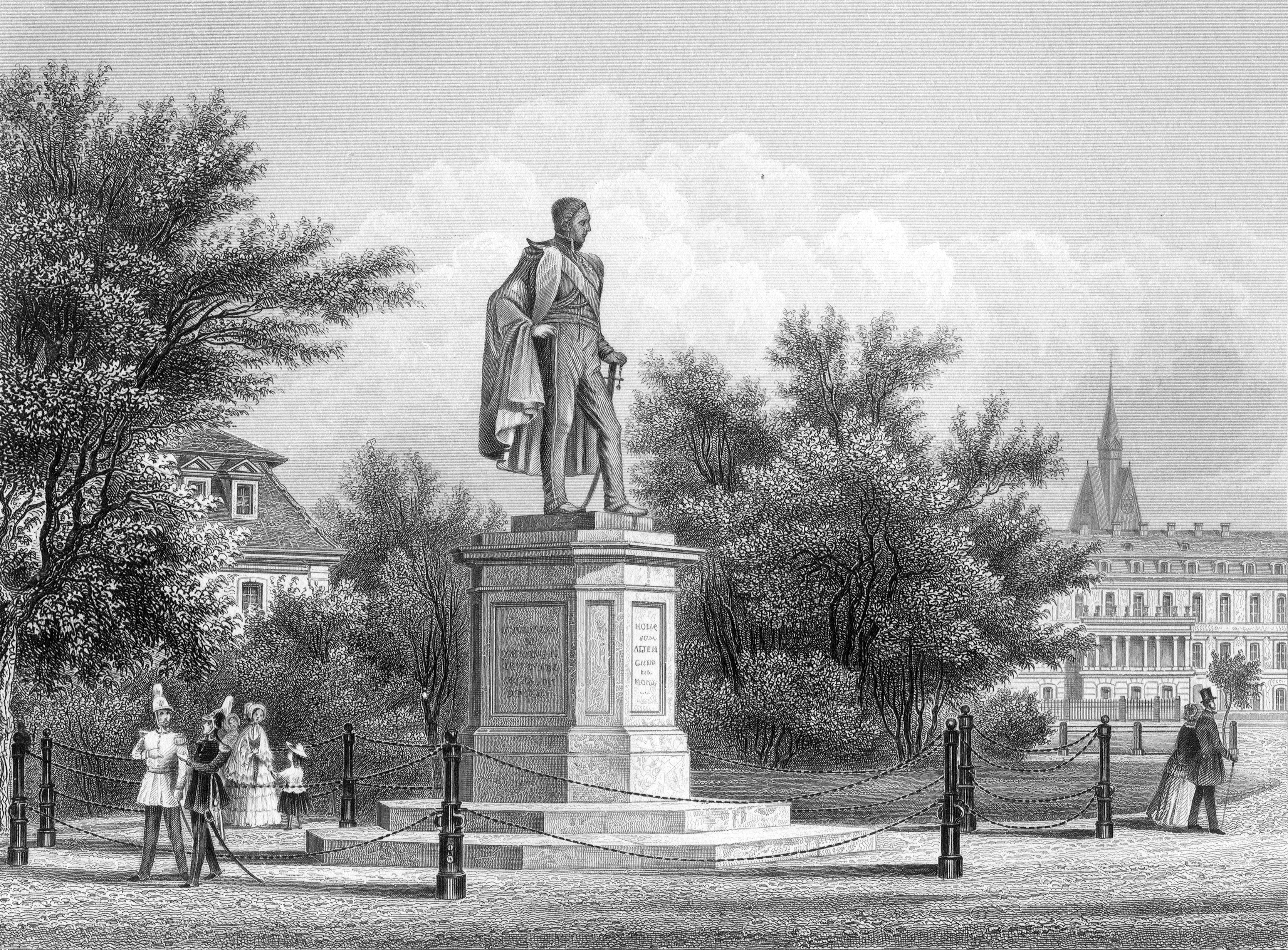
Graf Carl von Alten Denkmal Wilhelm Kretschmer
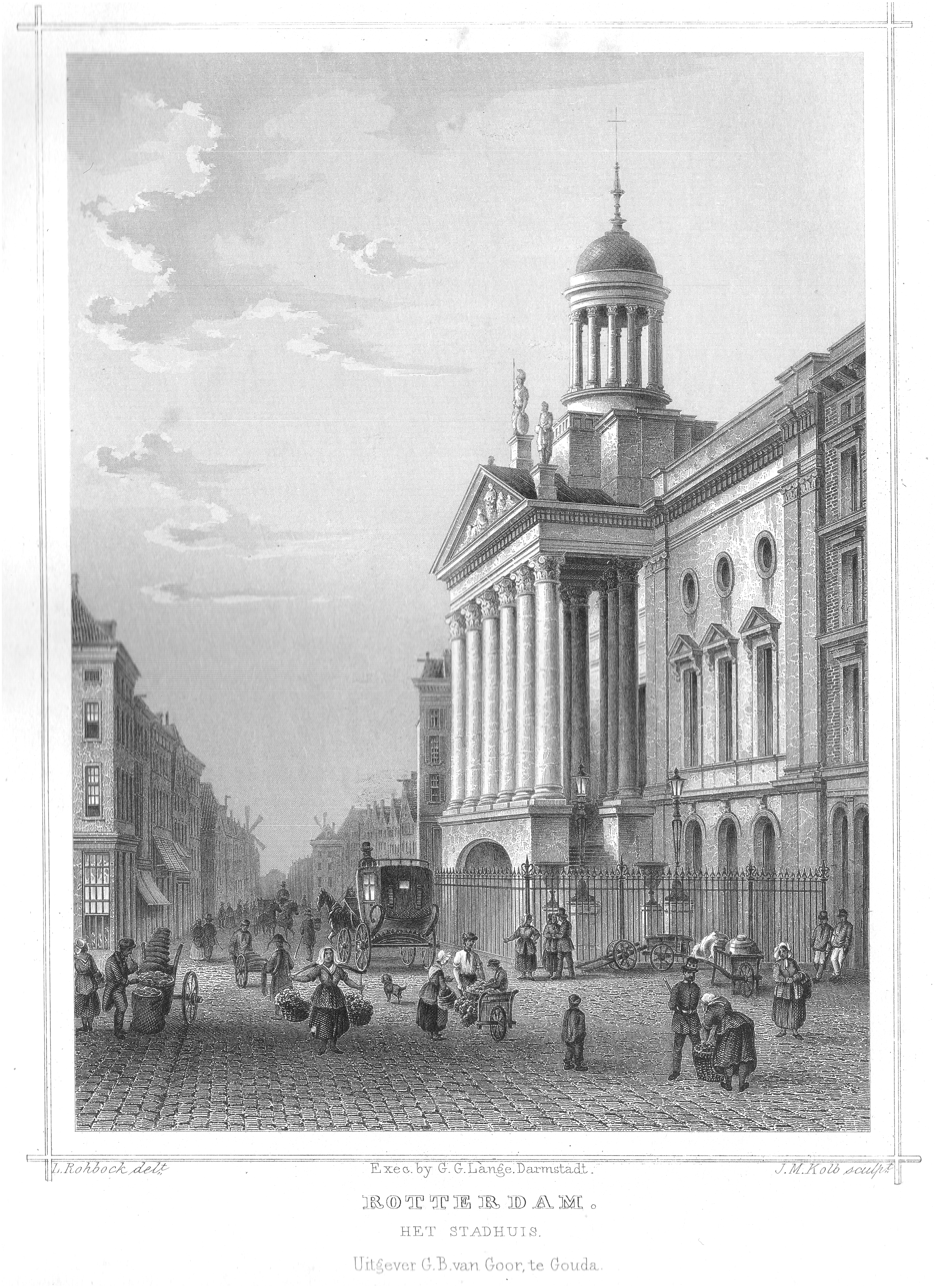
Rotterdam stadhuis ca. 1850
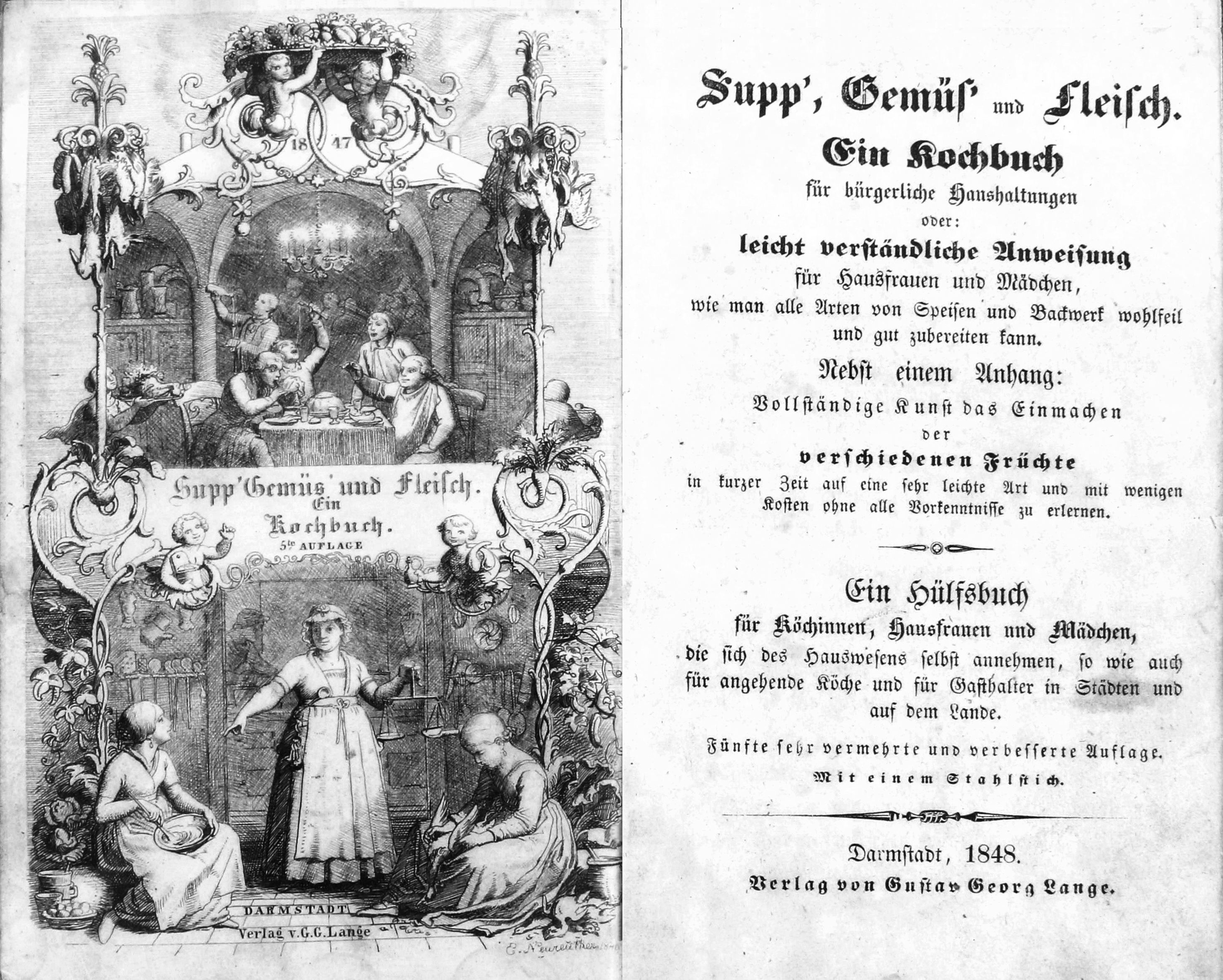
Supp', Gemüs' und Fleisch, Emma Dähnhardt.
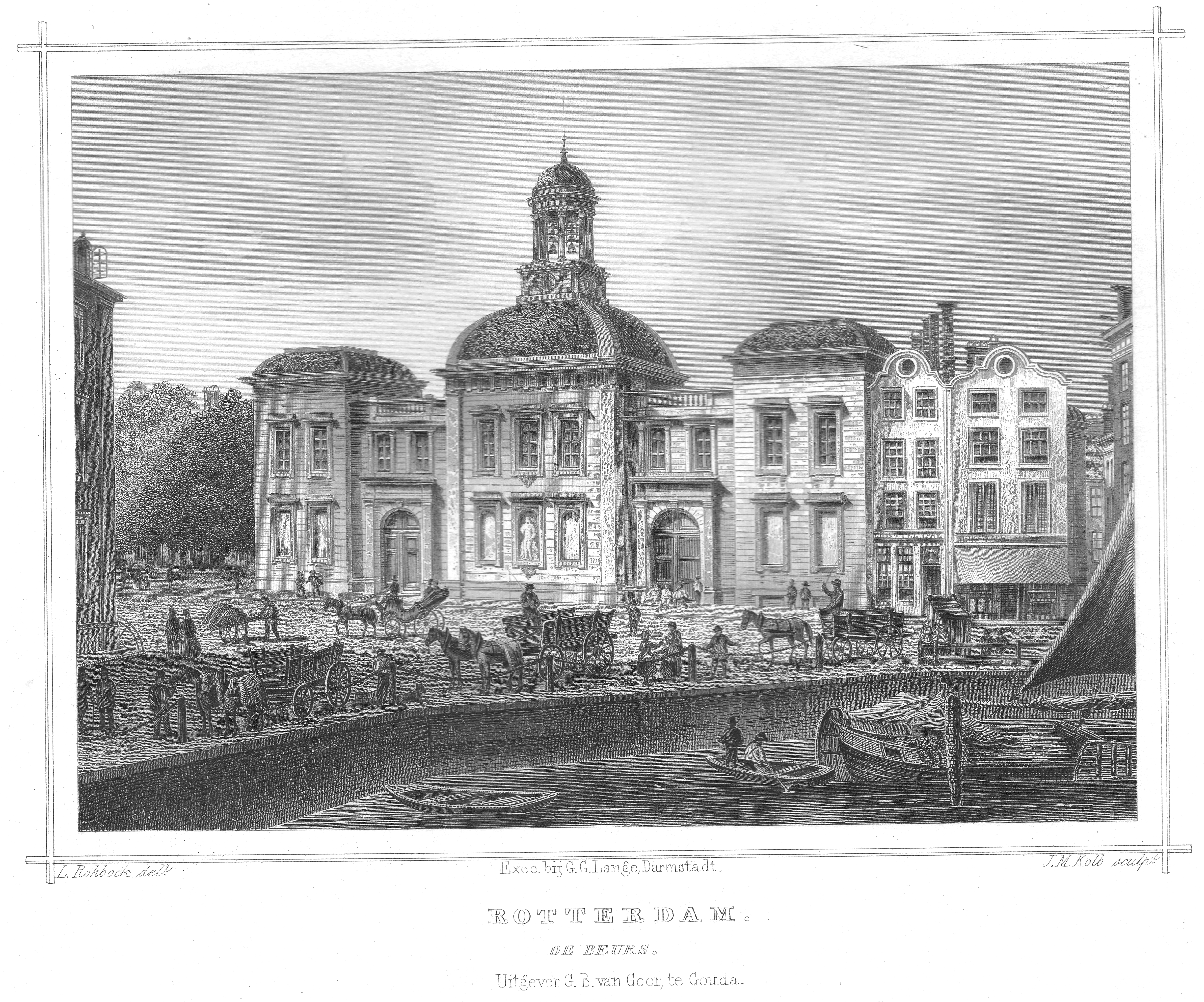
Rotterdam de beurs ca. 1850
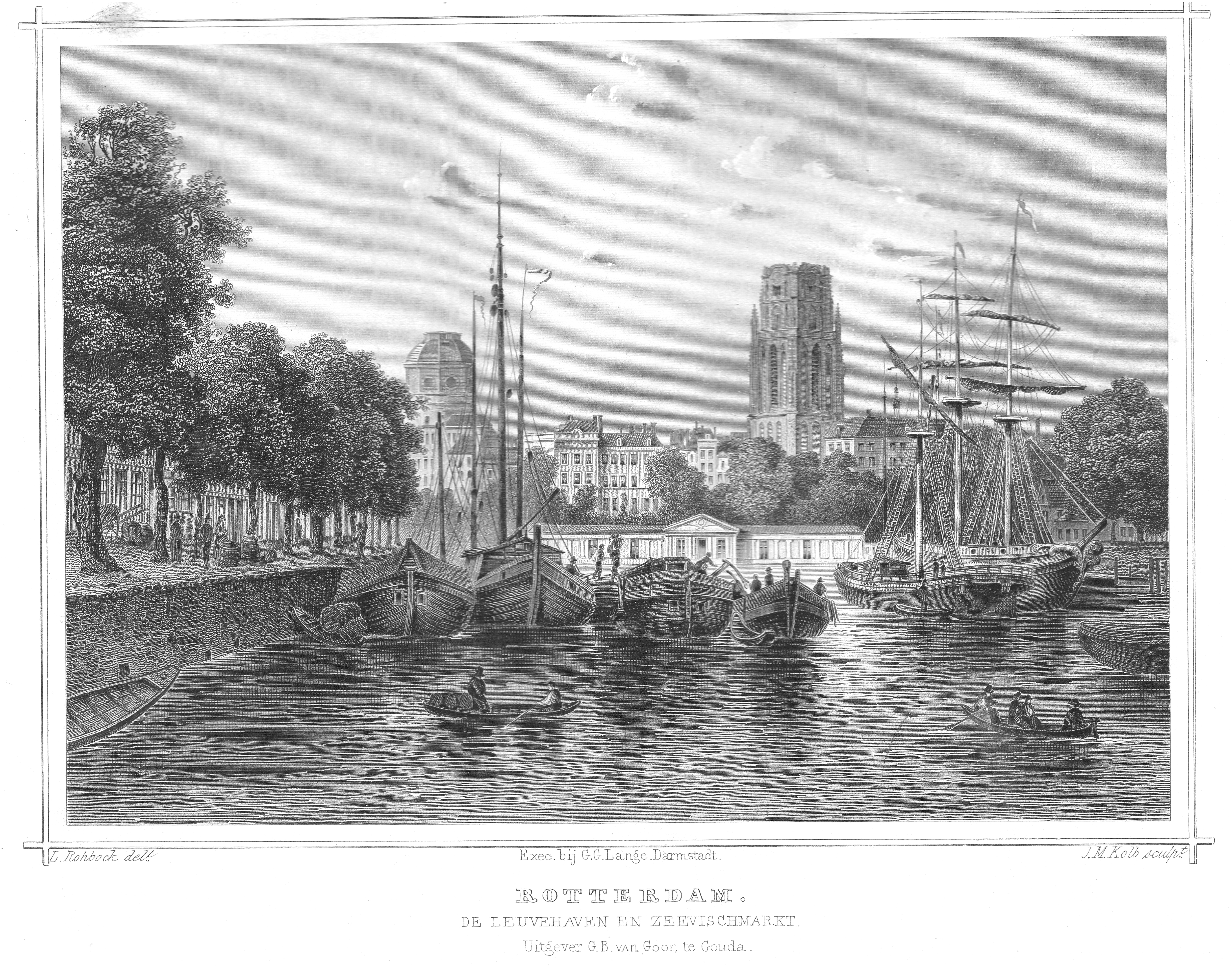
Rotterdam leuvehaven vischmarkt ca. 1850
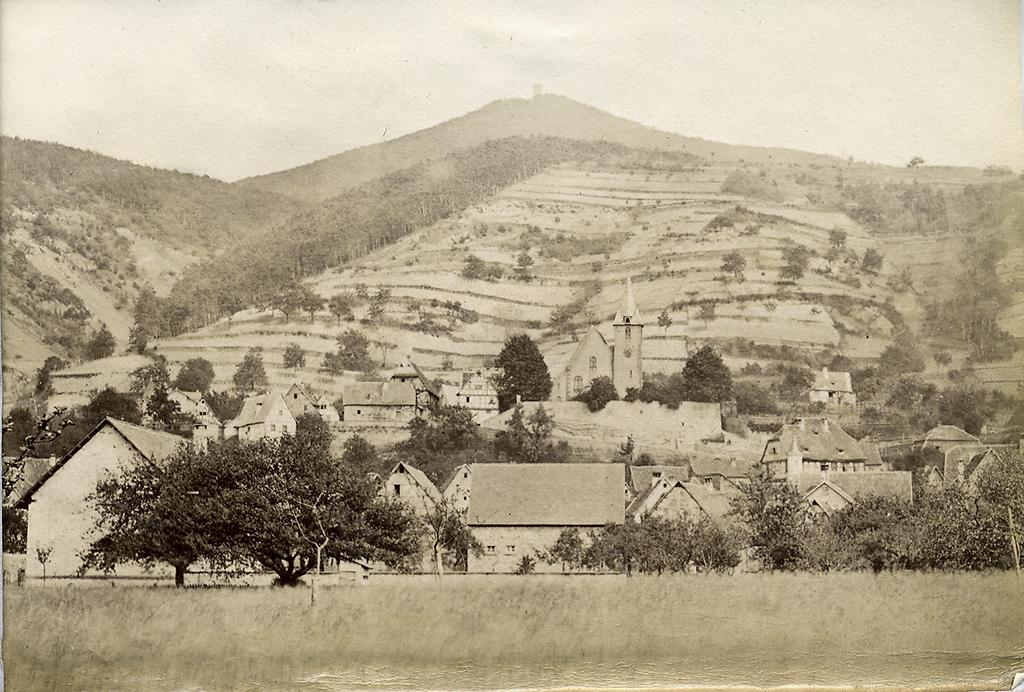
Zwingenberg Melibokus (Gustav Georg de jongere)